# Békéscsaba 1912 Előre SE
Il Békéscsaba 1912 Előre SE è una società calcistica ungherese della città di Békéscsaba, fondata il 22 ottobre 1912. Milita nel Nemzeti Bajnokság III, la terza divisione del Campionato ungherese di calcio.
Vanta come miglior risultato in campionato un terzo posto ottenuto in massima serie nel 1994. Ha inoltre vinto la Coppa d'Ungheria, nel 1988, sconfiggendo in finale per 3-2 il Budapest Honvéd.
La vittoria del trofeo nazionale le ha permesso di partecipare alla Coppa delle Coppe 1988-1989: sconfitta la formazione norvegese del Bryne al turno preliminare, il club magiaro è stato eliminato ai sedicesimi dai turchi del Sakaryaspor. La terza posizione raggiunta nel 1994 ha valso invece l'accesso alla Coppa UEFA 1994-1995: anche in questo caso i biancoviola hanno superato il turno preliminare, battendo i macedoni del Vardar, fermandosi al turno successivo, per mano dei russi del Tekstil'ščik Kamyšin. Tra le altre partecipazioni europee si segnalano la Mitropa Cup del 1985 e la Coppa Intertoto 1995.

## Cronologia dei nomi
- 1912 - 1934: Békéscsabai Előre MTE
- 1934 - 1945: Békéscsabai Törekvés SE
- 1946 - 1948: Békéscsabai Előre MTE
- 1948 - 1950: Békéscsabai Szakszervezeti SE
- 1951 - 1957: Békéscsabai Építők
- 1957 - 1963: Békéscsabai Előre Építők SK
- 1963 - 1970: Békéscsabai Előre SC
- 1970 - 1991: Békéscsabai Előre Spartacus SC
- 1991 - 1999: Békéscsabai Előre FC
- 1999 - 2005: Előre FC Békéscsaba
- 2005 - 2008: Békéscsabai 1912 Előre SE
- 2008 - 2012: Békéscsaba 1912 Frühwald Előre SE
- 2012 - : Békéscsabai 1912 Előre SE

## Békéscsaba nelle Coppe Europee
| Stagione | Torneo            | Turno               | Nazione                   | Club                 | Andata | Ritorno | Totale |
| -------- | ----------------- | ------------------- | ------------------------- | -------------------- | ------ | ------- | ------ |
| 1984-85  | Coppa Mitropa     | Girone all'italiana | Jugoslavia (bandiera)     | Iskra Bugojno        | 1-1    | 0-4     |        |
|          |                   |                     | Cecoslovacchia (bandiera) | Baník Ostrava        | 0-1    | 1-0     |        |
|          |                   |                     | Italia (bandiera)         | Atalanta             | 1-2    | 2-2     |        |
| 1988-89  | Coppa delle Coppe | Turno preliminare   | Norvegia (bandiera)       | Bryne                | 3-0    | 1-2     | 4-2    |
|          |                   | Sedicesimi          | Turchia (bandiera)        | Sakaryaspor          | 0-2    | 1-0     | 1-2    |
| 1994-95  | Coppa UEFA        | Turno preliminare   | Macedonia (bandiera)      | Vardar               | 1-1    | 1-0     | 2-1    |
|          |                   | Trentaduesimi       | Russia (bandiera)         | Tekstil'ščik Kamyšin | 1-6    | 1-0     | 2-6    |
| 1995     | Coppa Intertoto   | 1ª giornata         | Portogallo (bandiera)     | União Leiria         | 2-2    |         |        |
|          |                   | 2ª giornata         | Danimarca (bandiera)      | Næstved BK           | 3-3    |         |        |
|          |                   | 3ª giornata         | Galles (bandiera)         | Ton Pentre           | 4-0    |         |        |
|          |                   | 4ª giornata         | Paesi Bassi (bandiera)    | Heerenveen           | 0-4    |         |        |

In grassetto le partite casalinghe

## Palmarès

### Competizioni nazionali
- Coppa d'Ungheria: 1

1988
- Nemzeti Bajnokság II: 3

1991-1992, 2000-2001, 2001-2002
- Nemzeti Bajnokság III: 1

2023-2024 (gruppo sud-est)

### Competizioni internazionali
- Coppa Piano Karl Rappan: 1

1994

### Altri piazzamenti
- Campionato ungherese:

Terzo posto: 1993-1994
- Coppa d'Ungheria:

Semifinalista: 1981-1982, 1982-1983, 1983-1984, 2015-2016
- Nemzeti Bajnokság II:

Secondo posto: 1973-1974, 2014-2015
Terzo posto: 1983-1984, 2011-2012, 2012-2013, 2017-2018
- Coppa Mitropa:

Quarto posto: 1984-1985

## Rosa
| N. |                     | Ruolo | Calciatore          |
| -- | ------------------- | ----- | ------------------- |
| 1  | Ungheria (bandiera) | P     | Roland Mursits      |
| 2  | Ungheria (bandiera) | D     | Fábio Guarú         |
| 3  | Ungheria (bandiera) | D     | Mihály Szántó       |
| 4  | Ungheria (bandiera) | D     | Balázs Bényei       |
| 5  | Ungheria (bandiera) | D     | Balázs Koszó        |
| 6  | Ungheria (bandiera) | C     | Botond Birtalan     |
| 7  | Spagna (bandiera)   | C     | Ezequiel Calvente   |
| 8  | Ungheria (bandiera) | C     | István Bagi         |
| 10 | Ungheria (bandiera) | C     | István Spitzmüller  |
| 11 | Ungheria (bandiera) | D     | Zsolt Balog         |
| 12 | Ungheria (bandiera) | P     | Luboš Ilizi         |
| 13 | Serbia (bandiera)   | A     | Bratislav Punoševac |

| N. |                       | Ruolo | Calciatore        |
| -- | --------------------- | ----- | ----------------- |
| 14 | Ungheria (bandiera)   | C     | Bálint Borbély    |
| 15 | Ungheria (bandiera)   | D     | Zsolt Fehér       |
| 17 | Ungheria (bandiera)   | A     | László Oláh       |
| 20 | Ungheria (bandiera)   | A     | Péter Szilágyi    |
| 21 | Ungheria (bandiera)   | D     | György Juhász     |
| 22 | Ungheria (bandiera)   | A     | Ádám Viczián      |
| 23 | Montenegro (bandiera) | D     | Slavko Damjanović |
| 24 | Italia (bandiera)     | C     | Andrea Mancini    |
| 25 | Austria (bandiera)    | D     | Thomas Piermayr   |
| 33 | Ungheria (bandiera)   | P     | Kristóf Koszecz   |
| 86 | Ungheria (bandiera)   | D     | Zsolt Laczkó      |
| 88 | Bulgaria (bandiera)   | C     | Georgi Korudzhiev |